# بني زوليت (تيداس)
بني زوليت هي إحدى مشيخات المملكة المغربية، تتبع جغرافيا لإقليم الخميسات وإداريًا لتيداس. يقدر عدد سكانها بـ 1146 نسمة حسب الإحصاء الرسمي للسكان والسكنى لسنة 2004.